# Felipe Ogaz
Felipe Andrés Ogaz Muñoz (Quinta de Tilcoco, Región de O'Higgins, 7 de mayo de 2003) es un futbolista chileno que juega como volante en O'Higgins de Primera División de Chile.

## Trayectoria

### O'Higgins
Se unió en 2011 a O'Higgins, luego ser observado por el área de captación del club en una prueba de jugadores. El 26 de noviembre de 2021 se consagra campeón del torneo Sub-18, venciendo a Colo-Colo por 1-0.
En 2022 el técnico Mariano Soso lo asciende al plantel profesional del club rancagüino debutando en la primera fecha del Campeonato Plan Vital 2022 en un partido contra Deportes La Serena ingresando por Facundo Castro cuando ya finalizaba el compromiso, partido que terminó en 3-0 en favor de los celestes.
En 2023 junto a Nicolás Matamoros parten a préstamo a Fluminense por todo el año. 
En 2024 regresa a O'Higgins luego de su paso por el fútbol de Brasil.

## Clubes
| Club | Div.          | Temporada     | Liga  | Liga  | Copas Nacionales(1) | Copas Nacionales(1) | Torneos Internacionales(2) | Torneos Internacionales(2) | Total(3) | Total(3) |  |
| Club | Div.          | Temporada     | Part. | Goles | Part.               | Goles               | Part.                      | Goles                      | Part.    | Goles    |  |
| --- | ------------- | ------------- | ----- | ----- | ------------------- | ------------------- | -------------------------- | -------------------------- | -------- | -------- |  |
| O'Higgins · Chile | 1.ª           | 2022          | 1     | 0     | 4                   | 1                   | 0                          | 0                          | 5        | 1        |  |
| O'Higgins · Chile | 1.ª           | 2024          | 8     | 1     | 1                   | 0                   | 0                          | 0                          | 9        | 1        |  |
| O'Higgins · Chile | 1.ª           | 2025          | 5     | 0     | 2                   | 0                   | 0                          | 0                          | 7        | 0        |  |
| O'Higgins · Chile | Total club    | Total club    | 14    | 1     | 7                   | 1                   | 0                          | 0                          | 21       | 2        |  |
| Total carrera | Total carrera | Total carrera | 14    | 1     | 7                   | 1                   | 0                          | 0                          | 21       | 2        |  |
| (1) Incluye datos de Copa Chile. (2) Incluye datos de la Copa Libertadores (2020-Act.). (3) No incluye goles en partidos amistosos. |               |               |       |       |                     |                     |                            |                            |          |          |  |